# Mukundan Maran
Mukundan Maran (* 23. April 1996 in Singapur), mit vollständigen Namen Mukundan Malaiya Maran, ist ein singapurischer Fußballspieler.

## Karriere
Mukundan Maran erlernte das Fußballspielen in der Jugendmannschaft des Warriors FC. Hier unterschrieb er am 1. Januar 2018 auch seinen ersten Profivertrag. Der Verein spielte in der ersten singapurischen Liga. In seinem ersten Profijahr absolvierte er 18 Erstligaspiele. Von 2019 bis 2020 absolvierte er seinen Militärdienst. Nach dem Militärdienst verpflichtete ihn der ebenfalls in der ersten Liga spielende Hougang United. Nach zwei Spielzeiten und 18 Erstligaeinsätzen wechselte er Anfang 2023 zum ebenfalls in der ersten Liga spielenden Balestier Khalsa.